# 獨贏

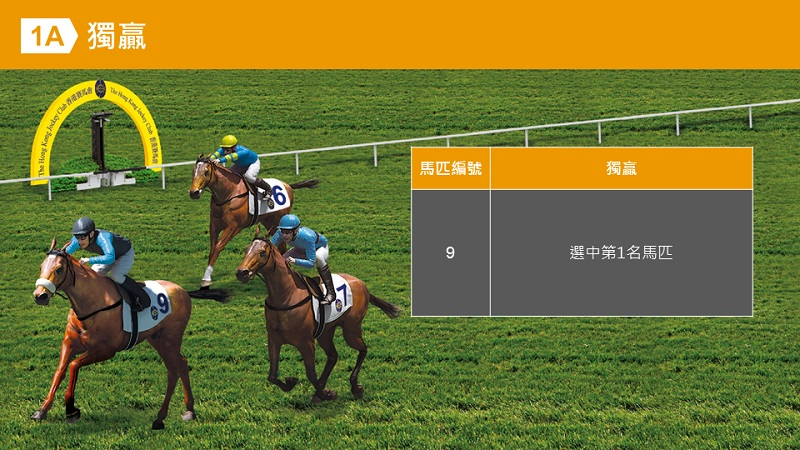

獨贏（英語：Win）是賽馬術語，為賽馬博彩的最基本投注項目，投注者須選出第一名的馬匹。而在澳門、香港及新加坡粵語則稱為「獨贏」，英文普遍稱為。

## 「獨贏」不同國家或地區的統稱
| 國家或地區 | 命名 |
| ---------- | ---- |
| 澳門       | 獨贏 |
| 香港       | 獨贏 |
| 新加坡     | 獨贏 |
| 英国       |      |
| 美国       |      |
|            |      |
| 日本       |      |
|            |      |

## 投注金額
以澳門及香港為例，每注最少澳門幣或港幣10元；而新加坡為每注最少5新加坡元。

## 投注方法
從自選任何馬匹編號中選出1匹馬匹編號。

## 中獎方法
選中一場賽事中跑第一名的馬匹，派彩將會按照該匹參賽馬的最後獨贏賠率計算。例如最後獨贏賠率為8倍，以每注投注金額$10計算，派彩為$80。

## 有關香港賽馬獨贏的派彩紀錄
最冷獨贏派彩 
| 派彩     | 馬匹     | 日期           |
| -------- | -------- | -------------- |
| $3184.50 | 百勝福星 | 2001年10月13日 |
| $2845.50 | 翹軍     | 2020年6月3日   |
| $2687.50 | 喜喜寶   | 2016年9月11日  |
| $2454.50 | 金巴裡好 | 2015年5月24日  |
| $2331.50 | 快活莊主 | 2007年3月31日  |

最熱獨贏派彩
| 派彩   | 馬匹     | 日期          |
| ------ | -------- | ------------- |
| $10.10 | 娛樂之皇 | 1991年5月26日 |

## 外部連結
- 澳門賽馬會（页面存档备份，存于）
- 香港賽馬會的官方網站 （页面存档备份，存于）